# Neyma
Neyma Julio Alfredo (Maputo, 6 de mayo de 1979) es una cantante mozambiqueña, una de las artistas  jóvenes más destacadas en su país.

## Trayectoria
Surgió en una competencia de canto, en un programa de televisión llamado Fantasia. Más tarde, lanzó álbumes como Baila en el 2000 y Renascer en el 2001. En el 2005 lanzó otro corte musical titulado Arromba.
Se dio a conocer a nivel internacional con canciones como Brigas, Mae virtude mais bela, una cantada en su versión en inglés con el tema musical The Well Received, Praia feliz, Nunawanga, Yuwi, Xilhamaliso, Marrido do Dono y Te Amo.
Ha vendido 40.000 copias durante su trayectoria artística. Ha cantado en lenguas autóctonas de Mozambique temas musicales como Marrabenta, Coupé-Décalé, Kizomba y otros ritmos tradicionales de su país. Ha trabajado en colaboración del cantante Mbil Yanga.

## Álbumes
- Brigas (1999)
- Baila (2000)
- Renascer (2001)
- Arromba (2005)
- Idiomas (2006)

- Datos: Q3298001